# XVIIIe dynastie égyptienne
La XVIIIe dynastie (-1550/-1292) est souvent assimilée à l’apogée de la civilisation égyptienne antique.
Elle clôt la longue Deuxième Période intermédiaire et ouvre le Nouvel Empire avec l’expulsion des Hyksôs, peuplade asiatique qui occupe le pays jusqu’à Abydos et dont la capitale est Avaris.

## Histoire
Ahmôsis, issu d’une famille thébaine, entreprend de marcher contre les Hyksôs afin de réunir les Deux Terres, comme ses prédécesseurs Seqenenrê Tâa et Ouadjkheperrê Kames l’avaient tenté avant lui. Son expédition est couronnée de succès et, après la prise d’Avaris, les fuyards sont poursuivis jusque dans leur citadelle de Sherouhen, en Palestine. Ces événements sont documentés par l’autobiographie qu’un compagnon d’armes du roi, Ahmès fils d’Abana, fit graver sur les parois de sa tombe à El Kab. On retrouva également dans la tombe de la mère du roi, la reine Iâhhotep, des armes de parade, dons du roi à sa mère et signe des temps.
À dater de cette victoire, la politique des pharaons de la XVIIIe dynastie est d’étendre la domination de la Double Couronne au-delà des limites du pays.
Les Amenhotep et Thoutmôsis repoussent les frontières jusqu’en Nubie, à la 4e cataracte, et jusqu’à l’Euphrate, édifiant forteresses et sanctuaires, créant des protectorats et faisant alliance avec les empires voisins de Mittani ou Babylone. Des expéditions commerciales sont organisées vers de lointains pays comme la Crète ou vers le pays de Pount, à l’époque d’Hatchepsout.
Des conditions exceptionnelles de paix et les tributs envoyés par les pays soumis ouvrent une période d’un faste inouï, et incroyablement féconde au niveau artistique sous Amenhotep III, avec la construction de monuments imposants tels que le temple de Louxor, l’agrandissement du temple d’Amon-Rê à Karnak, le temple funéraire du roi, appelé son Château des Millions d’Années, dont il subsiste les colosses de Memnon.
L’Égypte et la Nubie se couvrent de sanctuaires et le prestige de pharaon rayonne du bassin méditerranéen à l’Afrique tropicale, des déserts de Libye aux frontières de l’Anatolie, maître d’un immense empire dont le centre est Ouaset, la Thèbes des Grecs.
Cette période voit aussi naître de profonds changements dans la conception du divin, avec le développement du culte monothéiste d’Aton, dont Amenhotep IV se proclamera le prophète en changeant son nom en Akhenaton. Il ira jusqu’à déplacer sa capitale de Thèbes à Akhetaton, « l’Horizon d’Aton », à interdire les cultes des autres divinités, et fera même marteler le nom et les images d’Amon-Rê partout où elles se trouvaient.
Le second successeur d’Akhenaton, Toutânkhaton, restaure les cultes divins et change son nom en Toutânkhamon. Mort très jeune, il est inhumé avec un mobilier funéraire d’une incroyable richesse qui est parvenu jusqu’à nous grâce à la découverte de sa tombe quasiment intacte par Howard Carter en 1922.
Après le règne éphémère d’Aÿ, la XVIIIe dynastie s’achève avec la prise du pouvoir par un général d’Akhenaton, Horemheb, qui ouvre ainsi la voie à la XIXe dynastie, celle des Ramsès, Séthi et Mérenptah.

## Pharaons de laXVIIIedynastie
|                               |                                       |           |                                                                              |                                                                |  |  |  |  |  |  |  |  |  |  |  |  |  |  |  |
| Ahmôsis Ier                   | entre -1570/-1530 à entre -1546/-1504 | Thèbes    | Abydos ? ou Dra Abou el-Naga ?, puis Deir el-Bahari, DB320                   | Intacte, aujourd’hui au Musée de Louxor                        |  |  |  |  |  |  |  |  |  |  |  |  |  |  |  |
| Amenhotep Ier                 | entre -1551/-1524 à entre -1504/-1483 | Thèbes    | Dra Abou el-Naga ?                                                           | Intacte, aujourd’hui au Musée du Caire                         |  |  |  |  |  |  |  |  |  |  |  |  |  |  |  |
| Thoutmôsis Ier                | entre -1493/-1482 à entre -1483/-1470 | Thèbes    | Vallée des Rois, pillée : tombeaux KV20 puis KV38 puis Deir el-Bahari, DB320 | Intacte, aujourd’hui au Musée du Caire                         |  |  |  |  |  |  |  |  |  |  |  |  |  |  |  |
| Thoutmôsis II                 | entre -1518/-1503 à entre -1470/-1467 | Thèbes    | Dra Abou el-Naga ? puis Deir el-Bahari, DB320                                | Intacte, aujourd’hui au Musée du Caire                         |  |  |  |  |  |  |  |  |  |  |  |  |  |  |  |
| Hatchepsout                   | entre -1503/-1483 à entre -1467/-1445 | Thèbes    | Vallée des Rois, pillée : tombeau KV20 puis KV60                             | Intacte, aujourd’hui au Musée du Caire                         |  |  |  |  |  |  |  |  |  |  |  |  |  |  |  |
| Thoutmôsis III                | entre -1504/-1452 à entre -1467/-1413 | Thèbes    | Vallée des Rois, pillée : tombeau KV34 puis Deir el-Bahari, DB320            | Intacte, aujourd’hui au Musée du Caire                         |  |  |  |  |  |  |  |  |  |  |  |  |  |  |  |
| Amenhotep II                  | entre -1454/-1419 à entre -1413/-1388 | Thèbes    | Vallée des Rois, partiellement pillée : tombeau KV35                         | Intacte, restée dans son tombeau KV35                          |  |  |  |  |  |  |  |  |  |  |  |  |  |  |  |
| Thoutmôsis IV                 | entre -1419/-1386 à entre -1388/-1379 | Thèbes    | Vallée des Rois, partiellement pillée : tombeau KV43 puis KV35               | Intacte, aujourd’hui au Musée du Caire                         |  |  |  |  |  |  |  |  |  |  |  |  |  |  |  |
| Amenhotep III                 | entre -1410/-1372 à entre -1379/-1340 | Thèbes    | Vallée des Rois, pillée : tombeau WV22 puis KV35 ?                           | Réduite à l’état de squelette, aujourd’hui au Musée du Caire ? |  |  |  |  |  |  |  |  |  |  |  |  |  |  |  |
| Amenhotep IV/Akhenaton        | entre -1397/-1387 à entre -1340/-1324 | Akhetaton | Amarna, pillée puis KV55                                                     | Réduite à l’état d’ossements, aujourd’hui au Musée du Caire    |  |  |  |  |  |  |  |  |  |  |  |  |  |  |  |
| Ânkh-Khéperourê ou Smenkhkarê | -1355 à entre -1324/-1319             | Akhetaton | Amarna ?                                                                     | ?                                                              |  |  |  |  |  |  |  |  |  |  |  |  |  |  |  |
| Toutânkhaton/Toutânkhamon     | entre -1355/-1346 à entre -1319/-1309 | Memphis   | Vallée des Rois, quasi intacte : tombeau KV62                                | Intacte, restée dans son tombeau KV62                          |  |  |  |  |  |  |  |  |  |  |  |  |  |  |  |
| Aÿ                            | entre -1346/-1343 à entre -1309/-1305 | Thèbes    | Vallée des Rois, pillée : tombeau WV23                                       | ?                                                              |  |  |  |  |  |  |  |  |  |  |  |  |  |  |  |
| Horemheb                      | entre -1343/-1315 à entre -1305/-1292 | Thèbes    | Vallée des Rois, partiellement pillée : tombeau KV57 puis KV35 ?             | ?                                                              |  |  |  |  |  |  |  |  |  |  |  |  |  |  |  |

## Études génétiques
Entre septembre 2007 et octobre 2009, le King Tutankhamun Family Project Mummies a conduit des études anthropologiques, radiologiques et génétiques sur onze momies royales du Nouvel Empire, dont celle appartenant au lignage de Toutânkhamon et d'autres pharaons de la XVIIIe dynastie. Ces études visaient à déterminer leurs liens de parenté et les pathologies liées à la consanguinité, aux maladies héréditaires ou infectieuses, mais également au meurtre. Cinq autres momies datant de la même période ont été incluses dans l'étude afin de servir de référence,.

L'étendue de l'Égypte antique à son apogée territorial sous la.

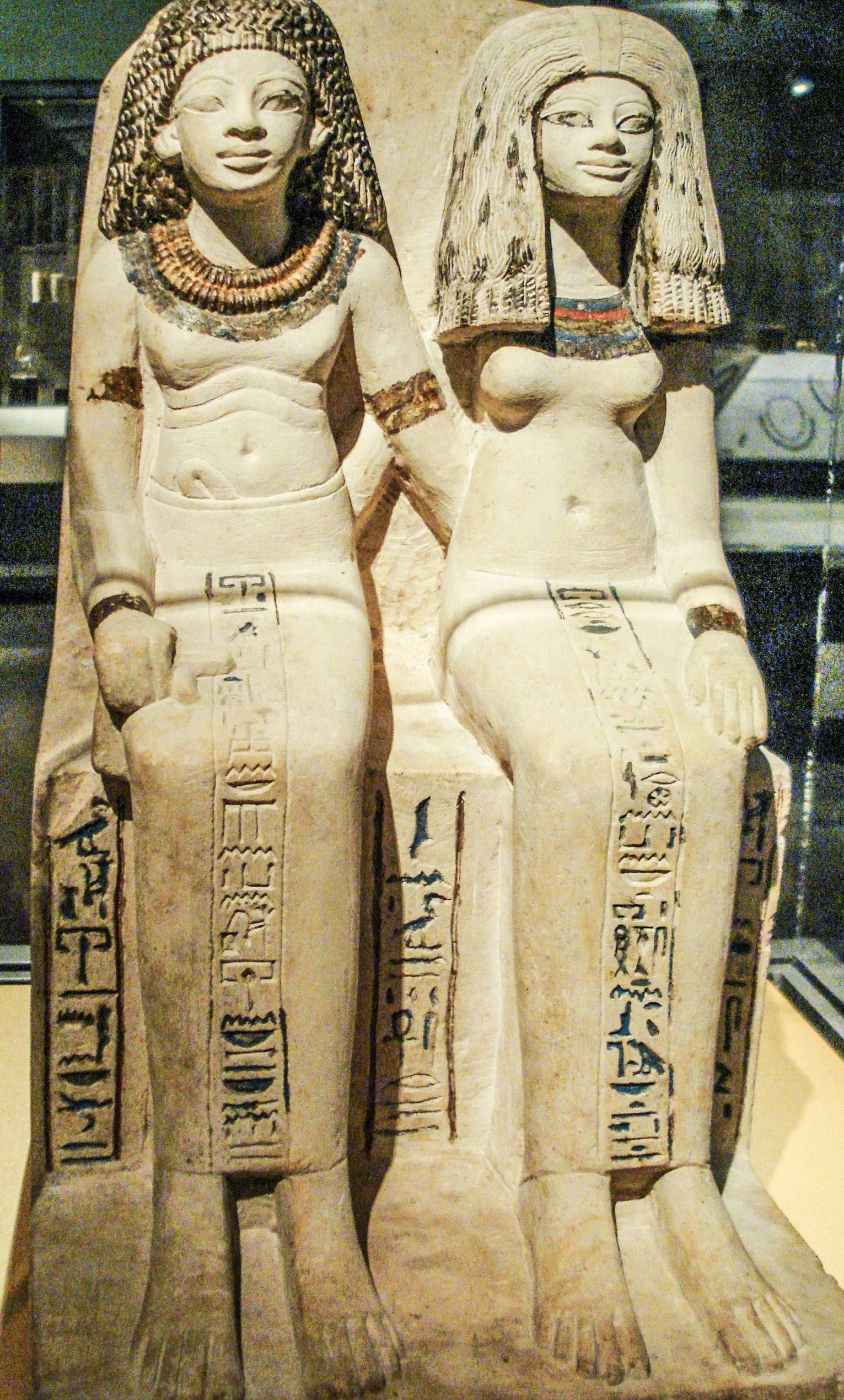
Statue de Nebsen et Nebet-Ta,, conservée au Brooklyn Museum.

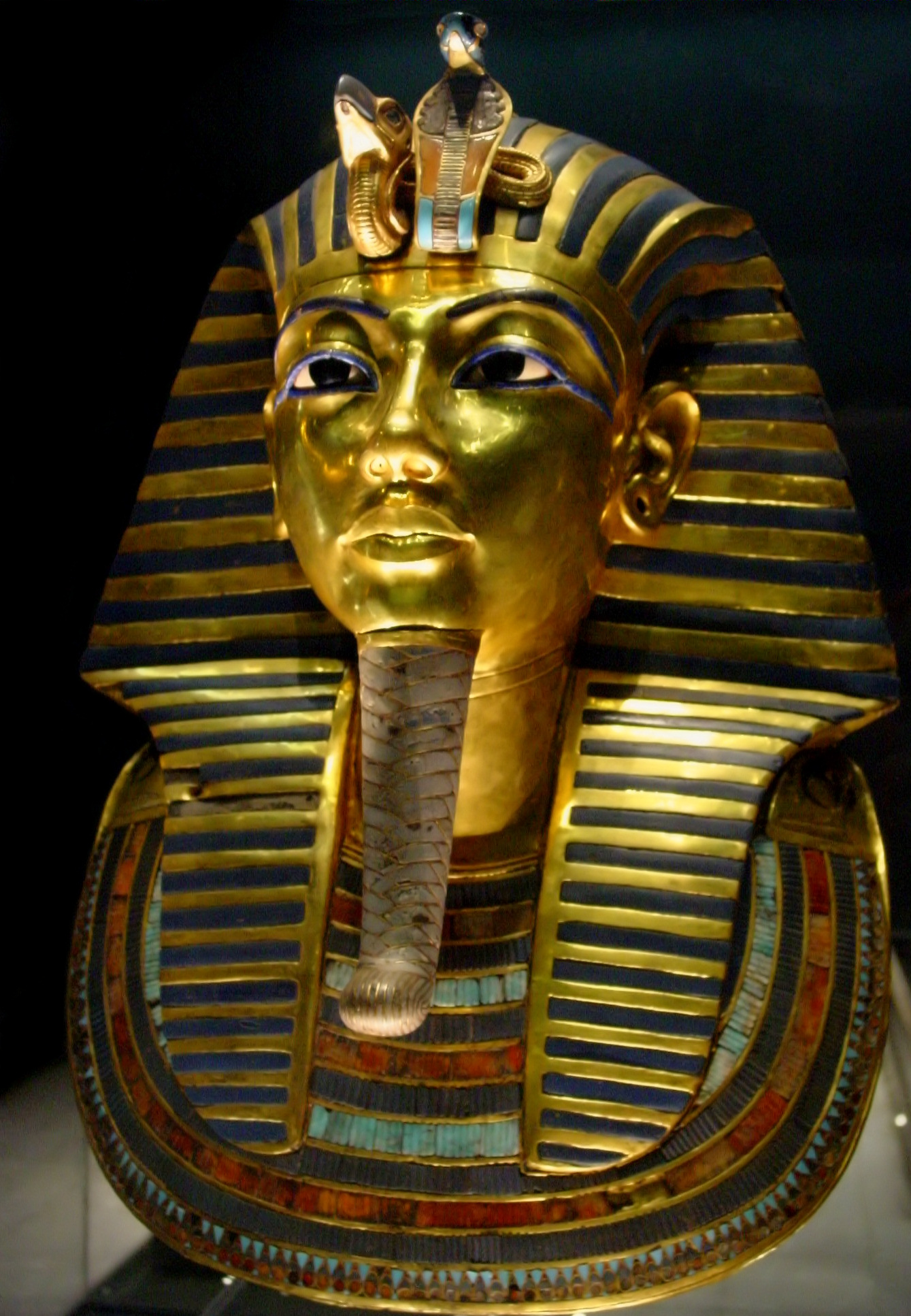
Masque funéraire de Toutânkhamon, l’un des pharaons les plus célèbres de la.

D’après une fuite d'information lors d'un reportage télévisé ayant filmé des résultats de l'étude de Zahi Hawass et ses collègues publiée en 2010, Akhenaton et sa lignée patrilinéaire appartiendraient à l'haplogroupe du chromosome Y R1b1a2, qui est surtout présent en Europe de l'Ouest et rare en Égypte (moins de 1 % des Égyptiens modernes appartiennent à ce clade),. Il semblerait donc que la majorité des Européens de l'Ouest aient les mêmes ancêtres, en ligne paternelle directe, que la famille royale de la XVIIIe dynastie égyptienne, étant donné que cette dynastie est essentiellement patrilinéaire tout comme le sont les haplogroupes du chromosome Y. Toutefois, les résultats concernant le chromosome Y n'ont pas été révélés par l'étude de Zahi Hawass et ses collègues, justement dans le but affiché d'éviter ce type de considération, et selon Carsten Pusch, un des généticiens ayant participé à l'étude, cela serait impossible.

## Art
Premier roi de cette dynastie, Ahmôsis Ier semble déclarer sur cette hache d'apparat qu'il a libéré l'Égypte du joug des Hyksôs et qu'il a, de ce fait, réunifié le royaume. La production d'un tel objet s'inscrit dans la propagande royale qui prétend réintégrer les valeurs de l'Égypte, alors que le travail révèle des motifs étrangers : le motif du griffon et l'attitude du roi sont d'inspiration orientale.

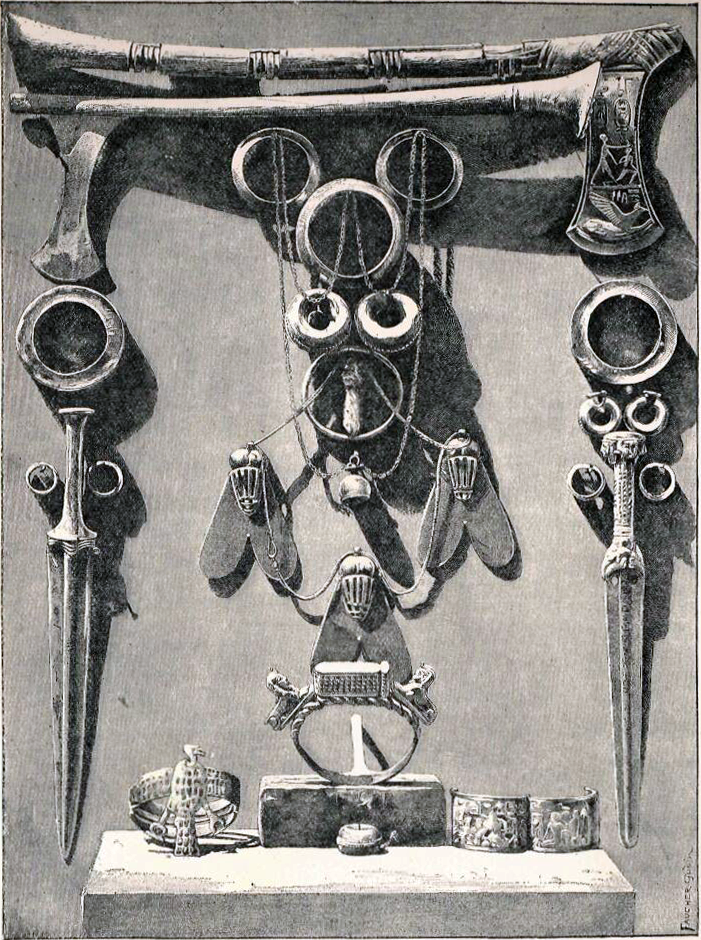
Joyaux et armes de la tombe de la reine Ahhotep : Hache d'apparat du roi Ahmosis, premier roi de la Face avec les cartouches royaux. Musée égyptien du Caire. Gaston Maspero, 1901 :History of Egypt, Chaldea, Syria, Babylonia, and Assyria, image reprise de Monuments Historiques, de Mariette et al., 1872.